# Kimochrysa
Kimochrysa är ett släkte av insekter. Kimochrysa ingår i familjen guldögonsländor.
Kladogram enligt Catalogue of Life:
| Kimochrysa | \| \| Kimochrysa africana \| \| \| \| \| \| Kimochrysa impar \| \| \| \| \| \| Kimochrysa raphidioides \| \| \| \| |
|            | \| \| Kimochrysa africana \| \| \| \| \| \| Kimochrysa impar \| \| \| \| \| \| Kimochrysa raphidioides \| \| \| \| |
|            | Kimochrysa africana                                                                                                |
|            | |
|            | Kimochrysa impar                                                                                                   |
|            | |
|            | Kimochrysa raphidioides                                                                                            |
|            | |